# Christel Holch
Christel Julie Emanuela Holch Jacobsen (født 2. april 1886 i Aalborg, død 8. marts 1969 i Skagen) var en dansk skuespillerinde.
Hun var uddannet fra Det kongelige Teaters elevskole og debuterede på Det kongelige Teater i 1908. Efter hendes første mands død flyttede hun til Århus, hvor hun fra 1909 blev engageret på Aarhus Teater og senere (1911) gift med teatrets direktør. Efterfølgende optrådte hun på Casino i København.
Hun filmdebuterede i 1909 for det århusianske produktionsselskab Fotorama, hvor hun spillede titelrollen som den lille hornblæser Christian (sic) i Den lille Hornblæser. Efter et par yderligere stumfilm for Fotorama flyttede hun til København, hvor hun blev ansat af Nordisk Film og i årene 1914-1915 medvirkede i en del film i større roller, bl.a. overfor stjernen Valdemar Psilander i Elskovsleg (1914). Desuden medvirkede hun i en enkelt tonefilm i 1933.
Hun var datter af købmand Christian Frost (1842-1896) og hustru Emma Klöcker (1847-1931) og søster til skuespillerinde Ellen Rassow (1880-1951). Hun var gift to gange. Første gang i 1907 med Jens Augustus Holch (1884-1909). Anden gang i 1911 med skuespiller og teaterdirektør Jacob Jørgen Jacobsen (1865-1955). Hun er mor til skuespillerinde Annelise Jacobsen (1921-1987) og filminstruktør Johan Jacobsen (1912-1972).

## Filmografi
| - Den lille Hornblæser (som Christian, "den lille hornblæser"; Eduard Schnedler-Sørensen, 1909) - Den hvide Slavehandel (som Anna; Alfred Cohn, 1910) - Blandt københavnske Apacher (som Fanny, cigar-arbejdersken; Ernst Munkeboe, 1911) - Den store Flyver (som Else, Arthurs søster; Urban Gad, 1912) - Dødsdrømmen (August Blom, 1912) - Den troløse Hustru (Sofus Wolder, 1913) - Af Elskovs Naade (som Frk. Phaléne, skolerytterske; August Blom, 1914) - Elskovsleg (som Christine; Holger-Madsen, August Blom, 1914) - En stærkere Magt (som Ulla, Egils hustru; Hjalmar Davidsen, 1914) - Grev Zarkas Bande (som Komtesse Royda, grev Zarkas kusine; Eduard Schnedler-Sørensen, 1914) - Expressens Mysterium (som Madeleine, Nessières hustru; Hjalmar Davidsen, 1914) - Under Skæbnens Hjul (Holger-Madsen, 1914) | - I Kammerherrens Klæder (Sofus Wolder, 1914) - Godsforvalteren (som Astrid Kruse, Julies søster; Hjalmar Davidsen, 1915) - Barnets Magt (som Fanchon, forbryderske; Holger-Madsen, 1915) - Lige for lige (som Grevinde Fritze Holck; Lau Lauritzen Sr., 1915) - Oldtid og Nutid (som Beate, Grøns datter; Lau Lauritzen Sr., 1915) - Kvinden, han mødte (som Zigøjnersken Satanita; Hjalmar Davidsen, 1915) - Spejlets Spaadom (som Jeanne Forestier; Hjalmar Davidsen, 1916) - Lotteriseddel No. 22152 (som Ellinor, Browns hustru; August Blom, 1916) - Du skal elske din Næste (som Agnete, datter af ekscellencen; August Blom, 1916) - Vaadeskudet (som Ysabel, Morrisons datter; Hjalmar Davidsen, 1916) - En ensom Kvinde (som Violet, Jacksons assistent; August Blom, 1917) - For sit Lands Ære (som Sibyl von Zeuthen, Orrics datter; August Blom, 1918) - Den ny Husassistent (som Fru Sørensen; Ragnar Widestedt, 1933 – dansk/svensk produktion) |